# Ignaz Schuppanzigh
Ignaz Schuppanzigh (Vienna, 20 novembre 1776 – Vienna, 2 marzo 1830) è stato un violinista, violista e direttore d'orchestra austriaco.

## Biografia
Egli fu interprete memorabile di musica da camera dei suoi contemporanei, in particolare di quella di Haydn, di Beethoven e di Schubert. Schuppanzigh fu il primo violino nel quartetto privato del conte Andrei Razumovsky, suo protettore sino al 1814.
Con un suo quartetto fondato nel 1794 , al servizio a Vienna dei principi Lichnowsky e Rasumovskij, eseguì per la prima volta tutti i quartetti di Beethoven, al quale era legato da profonda amicizia. Ricevette inoltre la dedica del celebre Quartetto d'archi n° 13, detto Rosamunde, di Franz Schubert. 
Schuppanzigh, sofferente di obesità grave che peggiorò alla fine della sua vita, fu costretto ad abbandonare il violino e morì a 54 anni.
Beethoven compose per lui un breve pezzo corale umoristico in forma di canone intitolato Elogio dell'obeso.